# Winter Gardens (Kalifornija)
Winter Gardens je naseljeno područje za statističke svrhe u američkoj saveznoj državi Kalifornija. Prema popisu stanovništva iz 2010. u njemu je živjelo 20.631 stanovnika.